# Stadttheater Schaffhausen

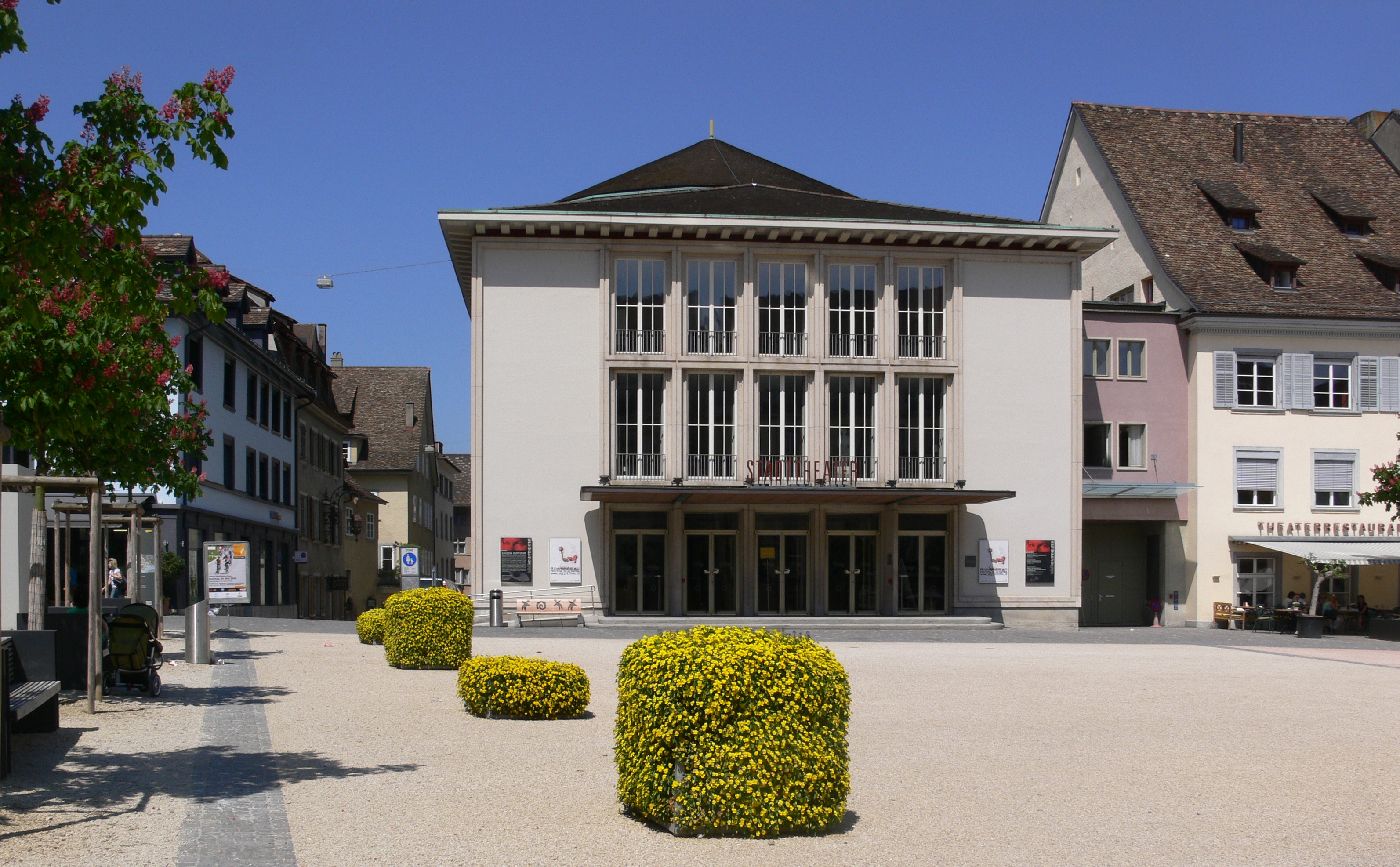
Stadttheater Schaffhausen auf dem Herrenacker, 2008

Das Stadttheater Schaffhausen ist ein Gastspielhaus. Es befindet sich am Herrenacker, im Zentrum der Altstadt Schaffhausens. Von September bis Juni zeigt es Vorführungen in Schauspiel, Musiktheater, Tanz und Kabarett sowie Theater für Kinder und Familien. Es wird von Kanton und Stadt subventioniert und bietet bis zu 687 Zuschauern Platz. Das Stadttheater wird seit 2010 von Jens Lampater geleitet. 

## Geschichte

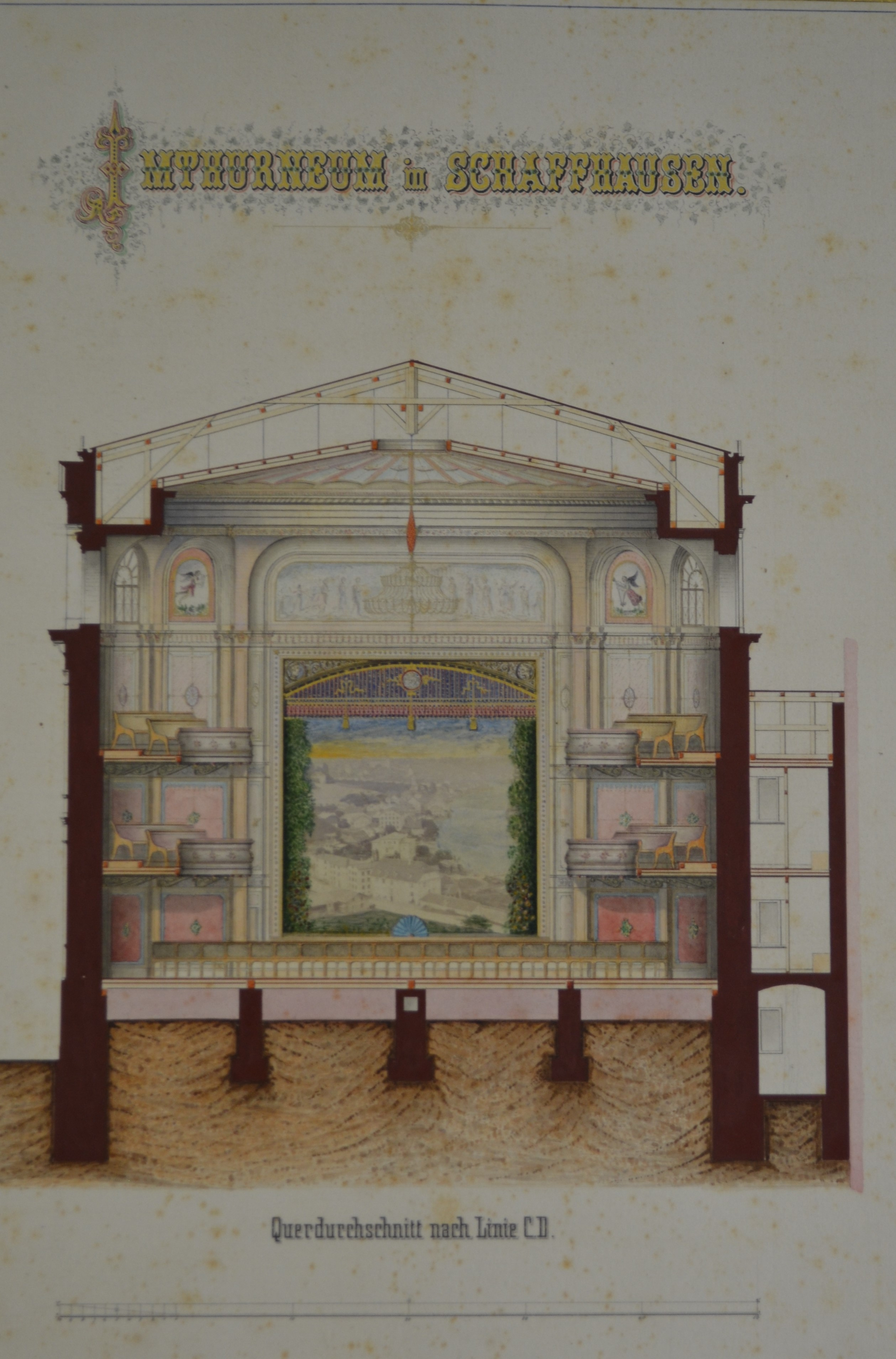
Querschnitt des Imthurneums von Georg Friedrich Peyer im Hof, 1864

Abriss des Imthurneums 1954

Im 19. Jahrhundert gelangte der Schaffhauser Kaufmann Johann Conrad Im Thurn mit seinem Londoner Handelshaus zu grossem Reichtum. Seiner Vaterstadt stets verbunden, stiftete er 1864 10'000 Pfund Sterling. Gemäss Stiftungsurkunde wollte Im Thurn seiner Heimat «einen bleibenden Beweis meiner Anhänglichkeit und Liebe» erbringen und mit einem entsprechenden Gebäude insbesondere die Musik, aber auch Kunst und Bildung unter einem Dach vereinen. Die finanziellen Mittel sollten weiter «die Besoldung tüchtiger Musiklehrer» ermöglichen oder den Kunstverein bei der Öffnung seiner Sammlung unterstützen.
Das Imthurneum, benannt nach seinem Stifter, wurde vom Architekten Georg Friedrich Peyer im Hof, einem engen Vertrauten des Stifters, am Standort des ehemaligen städtischen Schlachthauses auf dem Herrenacker erbaut. Es beherbergte auf einer Gesamtfläche von 9 × 27 Metern die Musikschule und einen Konzert- und Theatersaal. Am 16. Januar 1867 wurde es mit einem facettenreichen Programm, unter anderem mit Schillers Jungfrau von Orleans eingeweiht. Es entwickelte sich in kurzer Zeit zum kulturellen Zentrum der Stadt. Der Zuschauerraum war von einer grossen Kuppel gedeckt, besass eine intime Akustik und bekam aufgrund seiner 117 Türen Grund den Übernamen Zuglufttheater. Johann Conrad Im Thurn wurde zum Schaffhauser Ehrenbürger ernannt. 
Die Ernennung des Direktoriums des Stadttheaters unterlag der Thurn’schen Stiftung, welche oft eine Theaterdirektion für eine einzige Saison beauftragte. In der Eröffnungssaison fanden während zehn Wochen 44 Aufführungen unter der Leitung des ersten Direktors Ferdinand Stolte statt. 1868 übernahm Emil Weinmüller die Direktion und sorgte nach einem turbulenten Zwischenjahr ohne Theaterdirektor wieder für einen regulären Spielbetrieb. Weinmüller begründete im Stadttheater den Modus, als Direktor verschiedene Theater zu führen und mit seinem Ensemble die diversen Häuser unter seiner Leitung mit seinen Produktionen zu besuchen. Dies wurde von seinen Nachfolgern bis Ende des 19. weitergeführt, bis der Stadtrat Schaffhausens begann, eine aktivere Rolle in der Bestellung der jeweiligen Theaterdirektoren einzunehmen. 
1899 rief er eine Theaterkommission ins Leben, die fortan die Aufsicht über den Theaterbetrieb gewährleisten sollte. Somit wurde die Direktion des Theaters nicht mehr durch den Vorstand der Thurn’schen Stiftung, sondern durch den Stadtrat direkt besetzt. Als erster vom Stadtrat berufenen Leiter übernahm Hans Robert im gleichen Jahr die Führung. 1907 übernahm Cornelia Donhoff die Leitung des Stadttheaters mit ihrem Ensemble, welches ab 1909 unter dem Namen Städtebundtheater Schaffhausen-Solothurn firmierte. Dieser, für Schaffhausen neue Modus war für beide Städte lukrativ. Dadurch, dass das Ensemble die eine Jahreshälfte in Schaffhausen und die andere Hälfte in Solothurn spielte, konnte dem Personal eine grössere Lohnsicherheit gegeben werden. Im Vergleich zu den Vorjahren, wo Truppen in wechselnden Besetzungen in Schaffhausen gastierten, gab es unter Donhoffs Leitung erstmals ein eigenes, eingespieltes Ensemble.
Nach Ausbruch des Ersten Weltkriegs im Sommer 1914 wurde der Spielbetrieb unter dem neuen Direktors Otto Schwarz für die Wintersaison 1914 eingestellt. Im Folgejahr wurde die Kooperation mit Solothurn kurzzeitig wiederaufgenommen, doch während der Kriegsjahre gelang es kaum Kontinuität wiederherzustellen. 1916 konnte der Spielbetrieb wieder aufgenommen werden, wenngleich ein Ensemblebetrieb wie in den Vorjahren nicht mehr denkbar war. Schwarz konnte kein Ensemblebetrieb mehr unterhalten und bot stattdessen Gastspiele in loser Folge an. Die Qualität eines Ensemblebetriebs wurde jedoch vermisst, sodass er in der Saison 1920/1921 wieder genügend Gelder von der Stadt bekam, um ein Ensemble aufzubauen. Die Kooperation Vereinigte Stadttheater Schaffhausen und Winterthur wurde ins Leben gerufen und bespielte in den nächsten Jahren die beiden Theaterhäuser. Die latente Unterfinanzierung der Stadt Schaffhausen, die es Schwarz zunehmend schwierig gestaltete sein Personal engagieren zu können, führte schliesslich zu seiner Kündigung 1926. Die beiden Städte wandten sich daraufhin an Hermann L. Mayer, Intendant des Stadttheaters Konstanz. Dieses Bündnis ermöglichte es den Städten drei Theaterhäuser mit einer Mannschaft zu bespielen.
1932 wurde die Kooperation der drei Städte aufgelöst, zugleich wurde mit Walther Bringolf jemand zum Stadtpräsidenten gewählt, der Theater primär als zentrale kulturelle Institution mit einem essentiellen Bildungsauftrag begriff. 1933 fand unter seiner Anweisung der Paradigmenwechsel vom Gastspiel- und Kooperationsbetrieb zu einem selbstständigen Standorttheater statt, welches seine eigenen Stücke produzierte. Es stellte sich jedoch in den nächsten Jahren heraus, dass die Kosten eines Ensemblebetriebs nicht gedeckt werden konnten. Diverse Notmassnahmen, wie Lotterien konnten die Kosten auch nicht unterhalten, so endete 1937 die kurze Ära des Schaffhauser Ensembles und es folgte die Rückkehr zum Gastspielbetrieb.

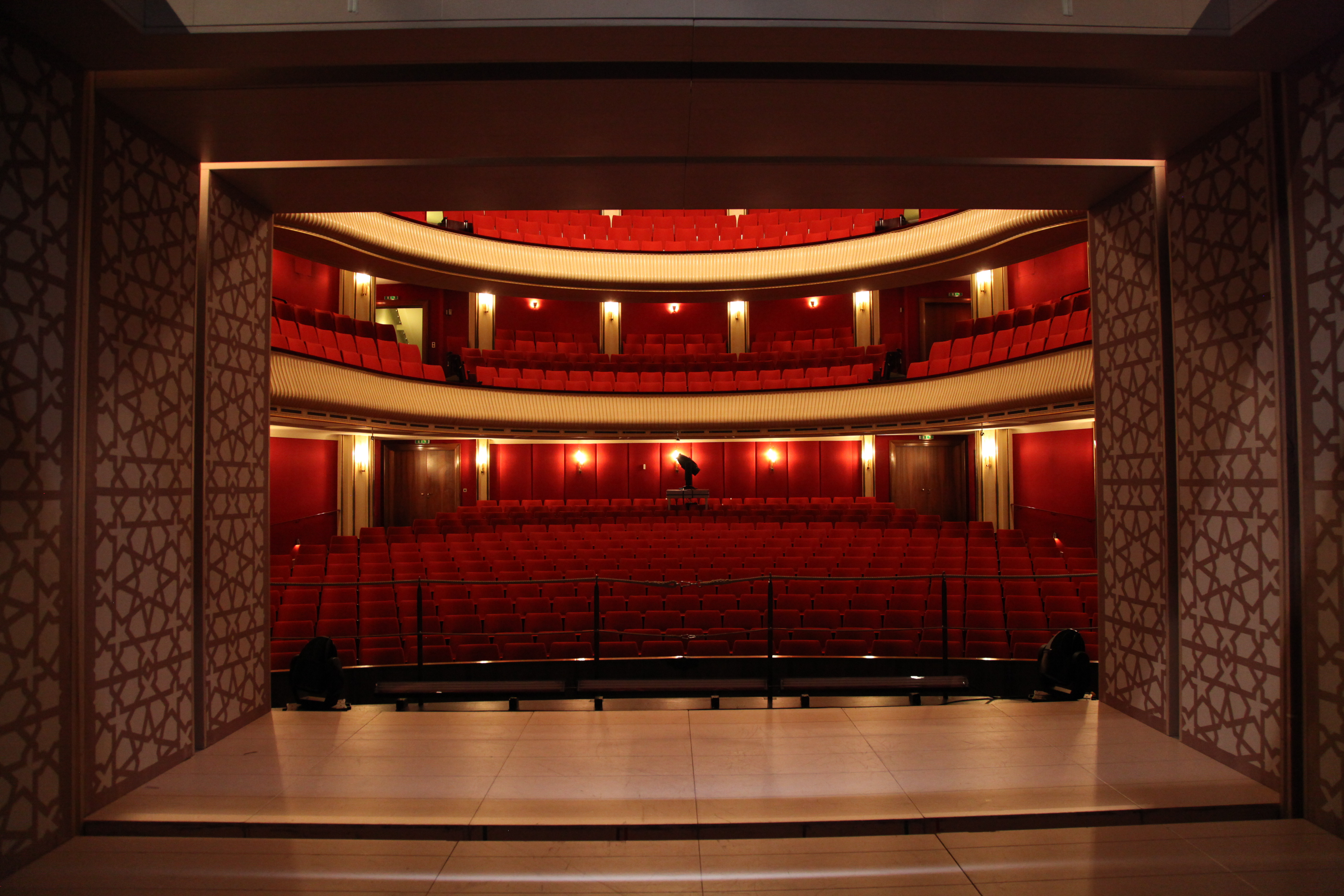
Zuschauerraum von Bühne aus gesehen

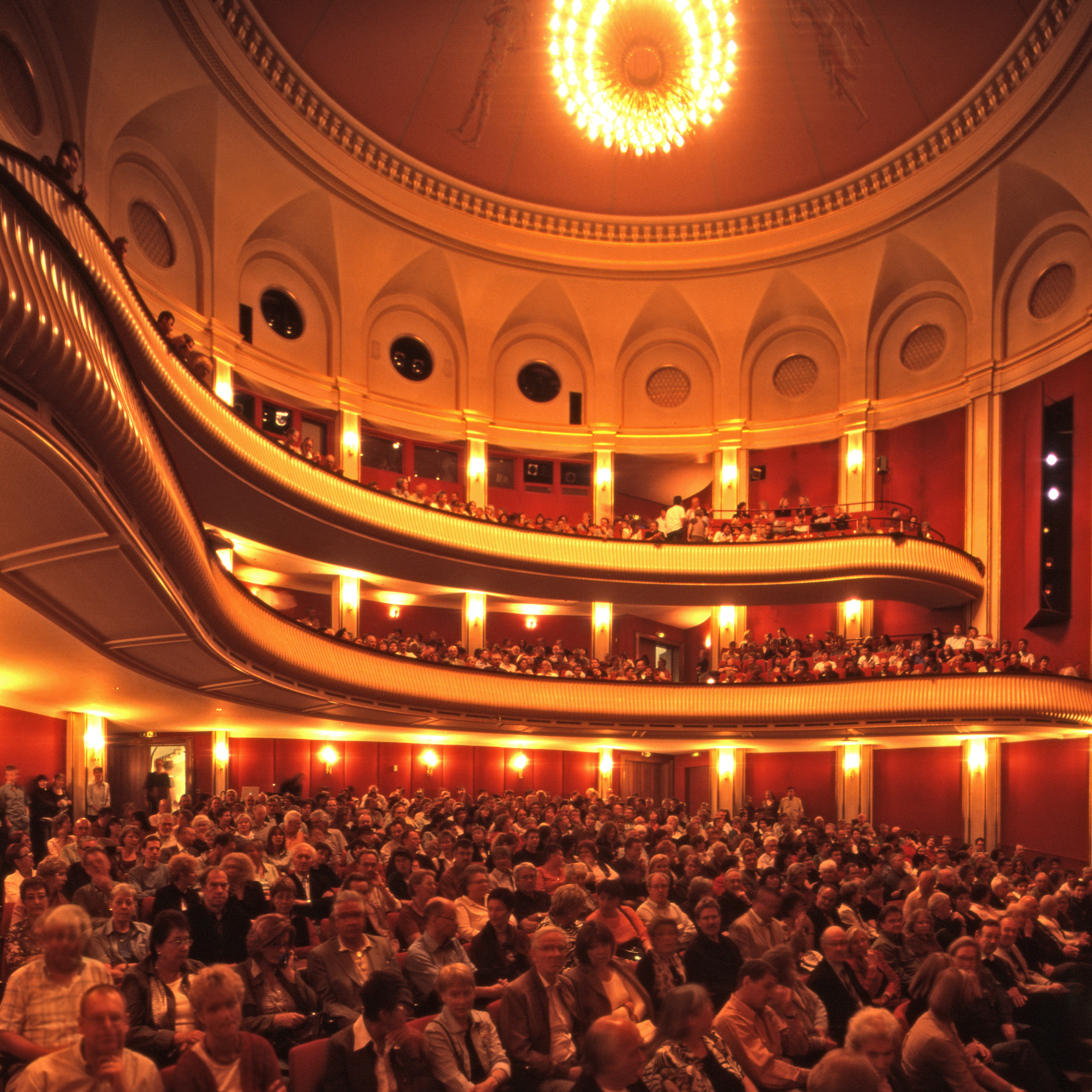
Zuschauergalerien

Das Gebäude, welches bis dahin der Thurn’schen Stiftung gehört hatte, wurde 1938 von der Stadt übernommen. Damit folgten einzelne Renovierungsarbeiten, welche jedoch nicht ausreichend waren. Das schon etwas heruntergekommene Gebäude musste 1952 geschlossen werden, nachdem bei einer Probe Stuckaturstücke in den leeren Zuschauerraum gefallen waren. Nach dem Beschluss zur Erneuerung des Stadttheaters wurde zunächst das Architekturbüro Scherrer & Meyer mit dem Projekt beauftragt, unter der Vorgabe den Zuschauerraum mit seiner besonderen Akustik zu erhalten. Während der Bauarbeiten wurde allerdings ersichtlich, dass ein kompletter Abriss des Gebäudes notwendig werden würde. 
Im Zuge des Neubaus wurde der Zuschauerraum erweitert und die Bühne deutlich vergrössert. Auch ermöglichte die neue Bühnentechnik die Versenkung der Vorbühne und der Bühnenturm wurde mit mehr Seilzügen für Kulissen und Beleuchtungstechnik ausgestattet. Dazu kamen die Auflagen des Brandschutzes wie der eiserne Vorhang, eine moderne Sprinkleranlage und Rauchmelder. Bis zur Eröffnung des Neubaus fanden die Vorstellungen im Saal des Gasthauses Schaffhauser Hof oder im Casino statt. Am 13. Oktober 1956 wurde das neue Stadttheater eingeweiht.

## Leitung
Der Leiter des Stadttheaters Schaffhausen ist Bereichsleiter in der Stadtverwaltung und zuständig für das Stadttheater sowie die Kulturförderung. Seit dem 1. März 2010 hat Jens Lampater diese Funktion inne. Er war zuvor drei Jahre lang leitender Dramaturg am Theater St. Gallen und war künstlerischer Leiter der St. Galler Autorentage. Sein Vorgänger war Rolf C. Müller.
- 1867–1868: Ludwig Ferdinand Stolte
- 1868–1870: Emil Weinmüller
- 1878–1878: Carl Tiefel
- 1882–1888: Franz August Axtmann
- 1889–1891: Julius Heydecker
- 1892–1894: Waldemar Rieger
- 1899–1902: Hans Robert
- 1902–1903: Erich von Klinkowström
- 1904–1905: Otto Norbert-Berditsch
- 1906–1906: Hans Winter
- 1907–1912: Cornelia Donhoff
- 1912–1914: Ludwig Spannuth-Bodenstedt
- 1914–1926: Otto Schwarz
- 1926–1932: Hermann L. Mayer
- 1933–1935: Erich Weidner
- 1935–1936: Marc Doswald
- 1936–1937: Carl Schneider
- 1978–1984: Rudolf Specht
- 1984–1999: Arthur Ulmer
- 1999–2010: Rolf C. Müller
- seit 2010: Jens Lampater

## Theaterkommission
Die Theaterkommission fördert die Anliegen des Stadttheaters auf politischer und gesellschaftlicher Ebene. Sie dient ausserdem als Diskussions- und Informationsplattform über das Theaterschaffen im Allgemeinen und fördert und begleitet im Weiteren den Theaterbetrieb.
Sie besteht aus Raphaël Rohner (Präsident), Matthias Freivogel, Katharina Furrer, Roland E. Hofer, Jens Lampater, Thomas Jaquet, Simone Messerli, Peter Surbeck (mit beratender Stimme) und Bea Will.

## Auslastung, Spielplan
Der Spielplan – umfassend Theater-, Tanz- und Konzertproduktionen – wird vom Gesamtleiter und der städtischen Theaterkommission erstellt. In der Spielzeit 2022/2023 fanden 73 Veranstaltungen statt. Eine Mehrzahl davon besitzt eines von 12 verschiedenen Abonnements. Auch Veranstaltungen im Rahmen der Internationalen Bachfeste Schaffhausen finden hier statt.